# Палмаш
Палмаш (порт. Palmaz; МФА: [paɫ.ˈmaʃ]) — парафія в Португалії, у муніципалітеті Олівейра-де-Аземейш. Розташована в західній частині країни, на теренах історичної португальської провінції Бейра. Входить до складу округу Авейру. За адміністративним поділом, чинним до 1976 року, терени парафії були складовою провінції Берегова Бейра. Належить до Авейрівської діоцезії Католицької церкви. Патрон — свята Марина. Площа — 14,8487 км². Населення — 2079 ос. (2011). Середньо урбанізований регіон. Густота населення — 140,01 осіб/км²
. Код — 011311.

## Населення
| Кількість мешканців | Кількість мешканців | Кількість мешканців | Кількість мешканців | Кількість мешканців | Кількість мешканців | Кількість мешканців | Кількість мешканців | Кількість мешканців | Кількість мешканців | Кількість мешканців | Кількість мешканців | Кількість мешканців | Кількість мешканців | Кількість мешканців |
| ------------------- | ------------------- | ------------------- | ------------------- | ------------------- | ------------------- | ------------------- | ------------------- | ------------------- | ------------------- | ------------------- | ------------------- | ------------------- | ------------------- | ------------------- |
| 1864                | 1878                | 1890                | 1900                | 1911                | 1920                | 1930                | 1940                | 1950                | 1960                | 1970                | 1981                | 1991                | 2001                | 2011                |
| 939                 | 1.093               | 1.083               | 1.101               | 1.245               | 1.271               | 1.456               | 1.684               | 1.878               | 1.867               | 1.811               | 1.949               | 2.133               | 2.130               | 2.079               |